# Aneflomorpha subpubescens
Aneflomorpha subpubescens es una especie de escarabajo longicornio del género Aneflomorpha, tribu Elaphidiini, subfamilia Cerambycinae. Fue descrita científicamente por LeConte en 1862.

## Descripción
Mide 14-22 milímetros de longitud.

## Distribución
Se distribuye por Estados Unidos.